# Dlanggu (Dlanggu)
Dlanggu is een bestuurslaag in het regentschap Mojokerto van de provincie Oost-Java, Indonesië. Dlanggu telt 3151 inwoners (volkstelling 2010).